# Anton von Carlowitz

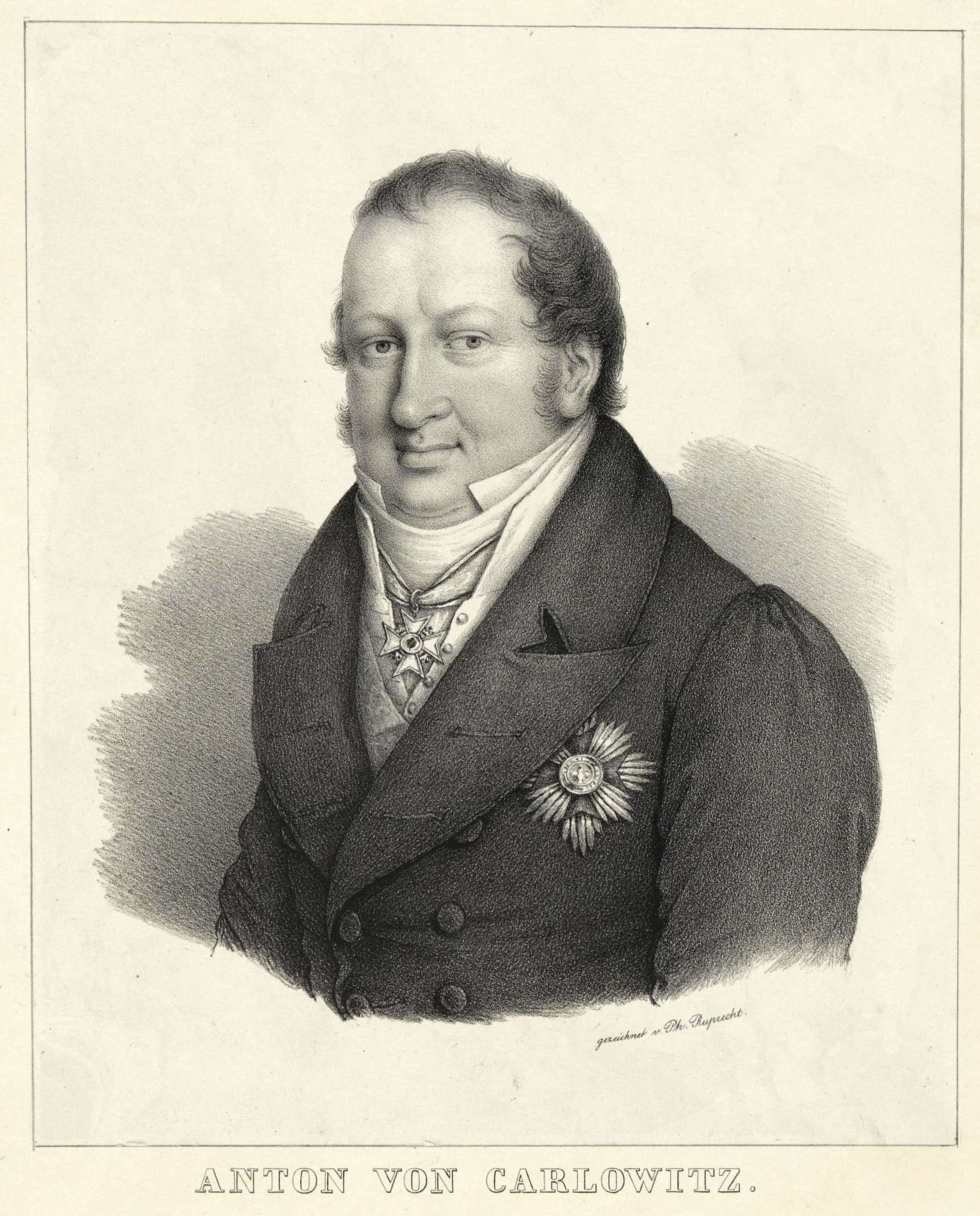
Anton von Carlowitz

Christoph Anton Ferdinand von Carlowitz (* 6. Juni 1785 in Großhartmannsdorf; † 21. Januar 1840 in Gotha) war Dirigierender Staatsminister in Sachsen-Coburg und Gotha.

## Herkunft und Familie
Christoph Anton Ferdinand von Carlowitz entstammte dem sächsischen Geschlecht von Carlowitz und war Sohn des kursächsischen Oberstleutnants und Kreiskommissärs Hans Carl August von Carlowitz (* 1727; † 1793) und der Johanna Agnes Friederike von der Schulenburg (* 1753; † 1785). Carl Adolf von Carlowitz (* 1771; † 1837) und Hans Georg von Carlowitz (* 1772; † 1840) waren seine Brüder.

## Leben
Carlowitz stand seit 1806 im sächsischen Justiz- und Verwaltungsdienst. Er erhielt 1824 durch Herzog Ernst I. von Sachsen-Coburg-Saalfeld die Ernennung zum Kammerpräsidenten sowie zum Geheimen Rat und übernahm damit die Leitung der Geschäfte des coburgischen Herzogtums. Als Staatsminister war Carlowitz nach dem Ausgang des sachsen-gotha-altenburgischen Herzogshauses im Jahre 1825 maßgeblicher Dirigent am Zustandekommen des Hildburghäuser Vertrags im Folgejahr. Ebenfalls tat er sich in der inneren Organisation des jungen sachsen-coburg-gothaischen Staates, vor allem aber der Finanzverwaltung hervor. Auch an der coburgischen Heiratspolitik, die dem Herzogshaus 1831 und 1837 die Königskronen von Belgien und Portugal sowie 1840 die Würde des Prinzgemahls von Großbritannien einbrachte, hatte Carlowitz maßgeblichen Anteil. Die Stellung des Staatsministers bekleidete er bis zu seinem Tode am 21. Januar 1840. Carlowitz fand seine letzte Ruhestätte auf dem Gothaer Friedhof II, das Grab ist jedoch nicht mehr erhalten.

## Auszeichnungen
- 1828 Komtur des Königlich-Sächsischen Civil-Verdienst-Ordens[1]
- 1829: Großkreuz des Hausordens vom Weißen Falken[2]